# Renault R23
La Renault R23 fu la vettura usata nella stagione 2003. Guidata da Jarno Trulli (n.7) e Fernando Alonso (n.8) si classificò quarta nel mondiale costruttori con 88 punti, mentre nel mondiale piloti Alonso arrivò sesto, Trulli ottavo. In tutto la monoposto vinse il Gran Premio d'Ungheria con Alonso e ottenne due pole position e un giro veloce.

## Sviluppo
Il telaio è stato progettato da Mike Gascoyne, Bob Bell, Tim Densham, John Iley e Pat Symonds che ha supervisionato la progettazione e la produzione dell'auto come direttore esecutivo di Engineering e Jean-Jacques His alla guida del design del motore.
Renault è stata innovativa durante questo periodo producendo design non standard come il motore a 10 cilindri da 111° per la RS23 del 2003, progettato per abbassare efficacemente il baricentro del motore e quindi migliorare la manovrabilità dell'auto. Questo alla fine si è rivelato troppo inaffidabile e pesante, quindi la Renault è tornata a un angolo a V di 72 gradi con l'R24 dell'anno successivo.

### R23B
Un'auto "B Specification" denominata Renault R23B ha fatto il suo debutto al Gran Premio di Gran Bretagna e utilizzata per il resto della stagione 2003.

## Carriera agonistica

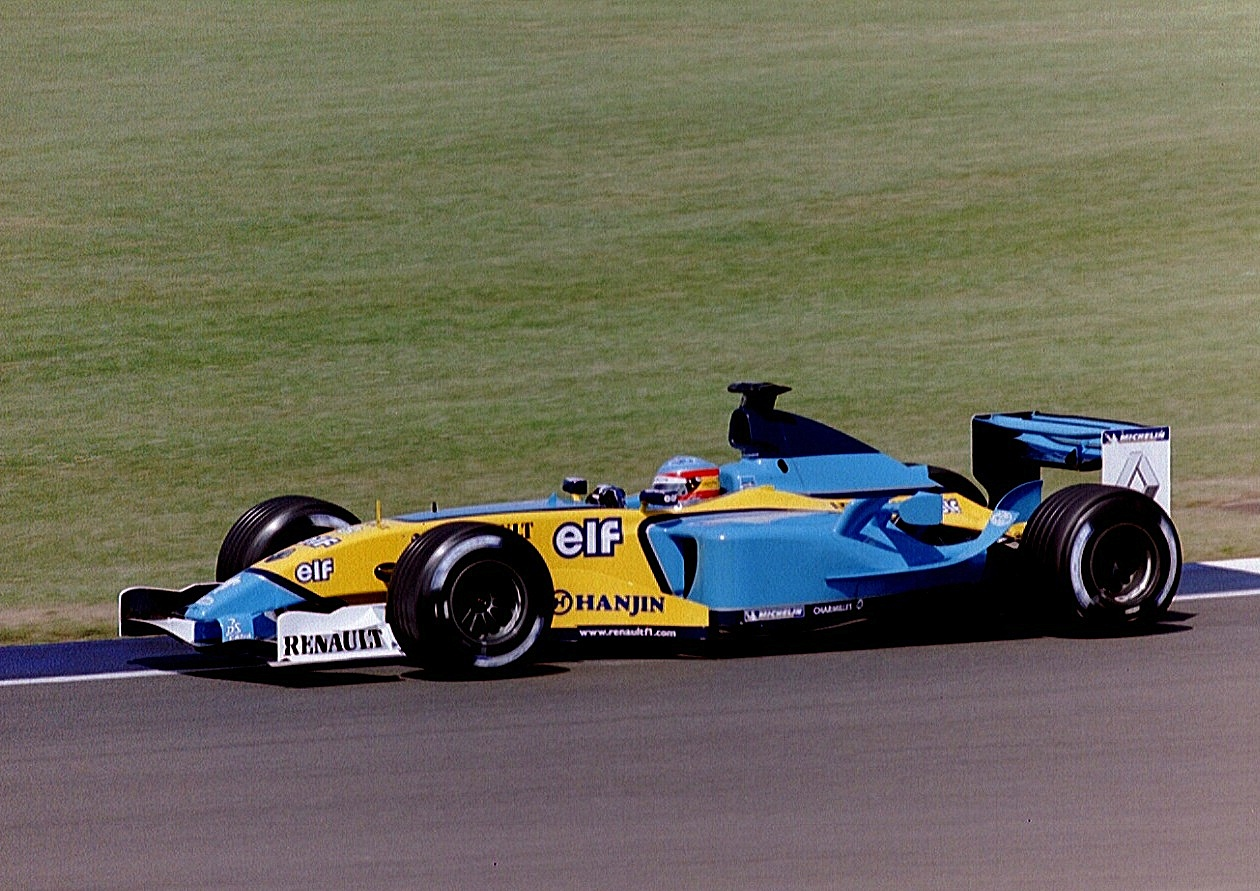
La R23B di Fernando Alonso durante il Gran Premio di Gran Bretagna 2003

La Renault R23 è stata lanciata durante una cerimonia ufficiale a Lucerna, in Svizzera, nel gennaio 2003. A questo lancio iniziale, è stato confermato che lo sponsor Mild Seven avrebbe continuato a essere lo sponsor principale del team. Pochi giorni dopo, il team Renault ha rilanciato la vettura sul Circuito del Paul Ricard in Francia. Sia Trulli che Alonso hanno completato i giri del circuito con l'auto del Paul Ricard per iniziare la nuova stagione per il team. Il team ha avuto un ampio programma di test pre-stagionali, incluso l'ex pilota Toyota diventato pilota di riserva della Renault Allan McNish. Dopo la pre-stagione, il team tecnico, incluso Pat Symonds, era soddisfatto dei progressi del 2002.
La stagione è iniziata bene, con entrambi i piloti che hanno segnato punti al Gran Premio d'Australia 2003. Anche sfruttando il nuovo sistema a punti, che gli ha permesso di assicurarsi due punti per il settimo posto. Nella gara successiva in Malesia, Fernando Alonso si è assicurato la pole position. Alonso è stato sia il pilota più giovane che il primo spagnolo a conquistare una pole position in F1 all'epoca. In gara, Alonso sarebbe arrivato terzo conquistando il suo primo podio in Formula 1.
Alla terza gara della stagione in Brasile, Alonso avrebbe ottenuto ancora una volta il terzo posto. Tuttavia, il caotico Gran Premio lo ha visto assicurarsi questo a seguito di un grave incidente con i detriti di un precedente incidente causato da Mark Webber sulla Jaguar. Mentre la forma di Trulli sulla R23 ha iniziato a vacillare, Alonso ha continuato a impressionare segnando punti su base regolare e un miglior secondo posto in carriera nella sua gara di casa, il Gran Premio di Spagna 2003. Dopo un doppio ritiro al Gran Premio di Francia 2003, la Renault ha introdotto l'auto R23B per il Gran Premio di Gran Bretagna, un aggiornamento aerodinamico rispetto all'originale R23. Poche settimane dopo in Germania, Jarno Trulli è salito sul podio al terzo posto.
Il Gran Premio d'Ungheria 2003 sarebbe stato un evento importante per la squadra. Fernando Alonso ha vinto la gara, diventando il pilota più giovane dai tempi di Bruce McLaren a fare 44 anni prima. Oltre ad essere il primo pilota spagnolo a vincere una gara nella storia, Alonso ha anche consegnato alla squadra la prima vittoria dopo quella di Alain Prost al Gran Premio d'Austria 1983 come costruttore completo e al Gran Premio del Lussemburgo 1997 come fornitore di motori.
Le ultime tre gare della stagione hanno visto Alonso segnare un punto e due ritiri, mentre il compagno di squadra Trulli ha portato la R23B ad altri due punti.
La R23 e la R23B hanno portato la Renault al quarto posto nel Campionato Costruttori con 88 punti.

## Piloti
| Piloti ufficiali       | Piloti ufficiali | Piloti ufficiali |
| Nazione                | Nome             | Numero           |
| ---------------------- | ---------------- | ---------------- |
| Italia (bandiera)      | Jarno Trulli     | 7                |
| Spagna (bandiera)      | Fernando Alonso  | 8                |
| Piloti di riserva      |                  |                  |
| Nazione                | Nome             | Nome             |
| Regno Unito (bandiera) | Allan McNish     | Allan McNish     |
| Francia (bandiera)     | Franck Montagny  | Franck Montagny  |

## Risultati in Formula 1
| Anno | Team                       | Motore               | Gomme | Piloti |   |   |   |    |     |     |   |     |     |     |     |   |   |     |     |     | Punti | Pos. |
| ---- | -------------------------- | -------------------- | ----- | ------ | - | - | - | -- | --- | --- | - | --- | --- | --- | --- | - | - | --- | --- | --- | ----- | ---- |
| 2003 | Mild Seven Renault F1 Team | Renault RS23 3.0 V10 | M     | Trulli | 5 | 5 | 8 | 13 | Rit | 8   | 6 | Rit | Rit | Rit | 6   | 3 | 7 | Rit | 4   | 5   | 88    | 4º   |
| 2003 | Mild Seven Renault F1 Team | Renault RS23 3.0 V10 | M     | Alonso | 7 | 3 | 3 | 6  | 2   | Rit | 5 | 4   | 4   | Rit | Rit | 4 | 1 | 8   | Rit | Rit | 88    | 4º   |

| Legenda | 1º posto     | 2º posto | 3º posto    | A punti         | Senza punti/Non class.  | Grassetto – Pole position Corsivo – Giro più veloce |
| Legenda | Squalificato | Ritirato | Non partito | Non qualificato | Solo prove/Terzo pilota | Grassetto – Pole position Corsivo – Giro più veloce |